# Comuna Hirnîkî, Dubno
Hirnîkî (în ucraineană Гірники) este o comună în raionul Dubno, regiunea Rivne, Ucraina, formată din satele Hirnîkî (reședința), Klînți, Zbîtîn, Zdovbîțea și Zlînți.

## Demografie
Componența lingvistică a comunei Hirnîkî
     Ucraineană (98,94%)
     Alte limbi (1,06%)
Conform recensământului din 2001, majoritatea populației comunei Hirnîkî era vorbitoare de ucraineană (98,94%), existând în minoritate și vorbitori de alte limbi.